# Андраш Калаи-Сондърс
Андраш Калаи-Сондърс (р. 28 януари 1985 г. в Ню Йорк), известен и като Калаи Сондърс, е унгаро-американски певец, композитор и музикален продуцент. Участва в унгарско шоу за таланти, където завършва на четвърто място. Представя Унгария на песенния конкурс „Евровизия 2014“ и завършва пети с песента „Running“.

## Биография и кариера

### Произход и юношество
Ражда се в Ню Йорк на 28 януари 1985 година. Син е на унгарския модел Кейтлин Калаи и американския соул певец и продуцент Фернандо Сондърс.
През по-голямата част от детството на Андраш баща му обикаля различни краища на света, където изпълнява музиката си редом с легенди като Лучано Павароти, Джеф Бек, Лу Рийд и други, като често взема и него със себе си, за да наблюдава работния процес.
През 2011 година решава да посети Унгария, за да прекара известно време с баба си, която по това време е била болна. По време на посещението си Андраш се натъква на телевизионна реклама за шоуто за таланти „Megasztár“, набиращо талантливи певци.

### СледMegasztár
Певецът подписва с „Юнивърсъл“ скоро след като завършва участието си в телевизионното шоу, и се установява в Унгария. Издава два сингъла – „Csak Veled“ и „I Love You“, и двата от които стават хитове в Унгария, заемайки респективно седма и четвърта позиция в унгарска класация на най-добрите четиридесет.
През август 2012 година си сътрудничи с шведския рапър Ребстар и американския продуцент DJ Pain 1 за сингъла „Tonight“. Той достига четвърта позиция, което го прави третия сингъл на певеца намерил място в най-добрите десет. Три месеца по-късно променя своя издател от „Юнивърсъл“ на шведския „Тудей Из Винтидж“.
На 20 декември 2012 година излиза сингълът „My Baby“, който участва и в унгарската селекция за „Евровизия“. На 9 февруари следващата година изпълнява песента и събира 48 от 50 точки от жури вота. След това изпълнение сингълът се изстрелва на първа позиция в Айтюнс (Унгария). Видеоклипът към песента излиза след около седмица, режисиран от „Лос Тики Пикчърс“. През пролетта на 2013 година сингълът се изкачва на първа позиция в унгарските най-добри четиридесет.
Предстои излизането на дебютния албум на певеца, носещ името „Delivery Boy“.

## Личен живот
Има връзка с румънска гражданка, но имаща ангажименти в Унгария и спечелила „Megasztár“ – Рената Толвай.